# Pasó en mi barrio
Pasó en mi barrio es una película argentina dirigida por Mario Soffici sobre guion de Carlos A. Olivari y Sixto Pondal Ríos que se estrenó el 20 de diciembre de 1951 y que tuvo como protagonistas a Tita Merello, Mario Fortuna, Mirtha Torres y Alberto de Mendoza.

## Sinopsis
La mujer de un humilde italiano encarcelado por un crimen que no cometió debe llevar adelante el hogar.

## Reparto
- Tita Merello …Dominga
- Mario Fortuna … Genaro
- Mirtha Torres …Rosita
- Alberto de Mendoza …Mingo
- Daniel Tedeschi	…Pablo
- Benito Cibrián	…Sr. Mouriño
- Sergio Renán
- Paride Grandi
- Francisco Audenino
- Carlos Cotto
- Carmen Giménez ... Rosaura
- Tito Grassi	... 	El Negro
- Eduardo de Labar
- Hugo Lanzilotta
- Domingo Mania
- Rodolfo Martincho …Carozo, chico
- Luis Medina Castro	... 	Carozo
- Fausto Padín	... 	Taxista
- Juan Carlos Palma	... 	Ricardo
- Alberto Quiles
- Hilda Rey
- Walter Reyna
- Manolita Serra	… Sra. Mouriño
- Vicente Thomas

## Críticas
El Heraldo del Cinematógrafo opinó que era una “excelente película de humano argumento” y la crónica del diario El Mundo expresó: " Para Tita Merello un auténtico laurel en su brillante carrera, para Mario Fortuna una labor que lo ubica defninitivamente ante las cámaras como un valor que habrá de ser tenido en cuenta. Para Mario Soffici una nueva reafirmación de su calidad de director."

## Premio
La Academia de Artes y Ciencias Cinematográficas de la Argentina otorgó el premio Cóndor Académico aSixto Pondal Ríos y Carlos Olivari al mejor argumento original de 1953.	